# Dairine Vanston
Doreen ou Dairine Vanston (19 octobre 1903 - 12 juillet 1988) est une artiste paysagiste irlandaise qui travaillait dans un style cubiste.

## Petite enfance et éducation
Dairine Vanston est née à Dublin le 19 octobre 1903. Elle est la fille de l'avocat John SB Vanston et du sculpteur Lilla Vanston (née Coffey). Vanston fréquenté l'Alexandra College, poursuivant ses études au Goldsmith's College de Londres sous Roger Bissière. Elle se rend ensuite à Paris à l'Académie Ranson sur les conseils de Paul Henry. Pendant son séjour à Paris, elle rencontre Guillermo Padilla, étudiant en droit costaricien à l'Université de Paris. Ils se marient en 1926 et elle prend le nom de « Vanston de Padilla ». Le couple vit un certain temps en Italie, avant de s'installer à San José, au Costa Rica. Le mariage se brise au début des années 1930, date à laquelle Vanston revient à Paris avec son fils et étudie avec André Lhote. Elle vit en France au début de la Seconde Guerre mondiale avec Jankel Adler, mais arrive à s'échapper à Londres en 1940, puis à Dublin.

## Carrière artistique
Son séjour à Paris laisse une impression durable sur le travail de Vanston, y compris l'utilisation de couleurs primaires et une forte influence cubiste. Vanston appartient à ce que le critique Brian Fallon nomme la « génération franco-irlandaise de peintres qui regarde vers Paris », avec Mainie Jellett, Evie Hone et Norah McGuinness. Son temps passé au Costa Rica à la fin des années 1920 et au début des années 1930 imprègne son travail de couleurs tropicales et très toniques. À Dublin en 1935, Vanston expose 17 peintures, en grande partie des paysages du Costa Rica, à la galerie de Daniel Egan sur St Stephen's Green. C'est la chose la plus proche d'une exposition solo que Vanston monte, avec aussi Henry Grace, Cecil ffrench Salkeld et Edward Gribbon.
La rencontre avec l'artiste anglais Basil Rakoczi, qui vit également à Dublin pendant la Seconde Guerre mondiale, l'amène à s'associer au groupe The White Stag. En novembre 1941, Vanston expose pour la première fois lors d'une exposition de groupe avec 24 autres artistes, dont Patrick Scott. Une œuvre qu'elle montre lors de cette exposition est la peinture Keel dance hall, qui atteste qu'elle a passé du temps dans l'ouest de l'Irlande. L'événement le plus important organisé par le groupe est Exhibition of subjective art, qui a eu lieu au 6 Lower Baggot Street en janvier 1944. Le Dublin Magazine note l’œuvre de Vanston lors de cette exposition comme le plus efficace de l'avant-garde expérimentale. Cette œuvre, Dying animal, est une œuvre cubiste aux formes semi-représentatives aux couleurs vives. En 1945, son travail est présenté dans une exposition White Stag à Londres de jeunes peintres irlandais à la galerie Arcade, Old Bond St.
En 1947, Vanston passe près d'un an au Costa Rica où elle peint principalement à l'aquarelle. En dehors de cette période, elle travaille à Dublin et vit au 3 Mount Street Crescent près de St Stephen's Church. Lors de la première Irish Exhibition of Living Art en 1943, Vanston expose cinq œuvres. Lors de la première exposition d'artistes indépendants en 1960, dont Vanston est fondatrice, elle expose trois paysages et une œuvre intitulée War. Elle expose en grande partie avec les artistes indépendants, l'exposition irlandaise de l'art vivant et les Oireachtas, et n'expose pas avec la Royal Hibernian Academy. Plus tard dans la vie, elle expose avec les expositions Figurative Image à Dublin et est parmi les premiers peintres choisis pour Aosdána. Un certain nombre d'œuvres de Vanston sont présentées à l'exposition Irish women artists, from the eighteenth century to the present  organisée en 1987 par la National Gallery of Ireland et The Douglas Hyde Gallery.

## Fin de vie et héritage
Vanston meurt le 12 juillet 1988 dans une maison de soins infirmiers à Enniskerry, dans le comté de Wicklow. Son travail est très admiré, mais n'a reçu que peu d'attention critique, ce qui peut être dû à sa lenteur de production. Un certain nombre de ses œuvres se sont révélées difficiles à retracer. Vanston est une personne privée, refusant même de coopérer avec les galeries Taylor dans les années 1980 lorsqu'elles voulaient monter une rétrospective de son travail. La National Self-Portrait Collection à Limerick abrite une œuvre de Vanston.